# Pioggia (film 1932)
Pioggia (Rain) è un film del 1932 diretto da Lewis Milestone.
È tratto dall'opera teatrale Rain di John Colton e Clemence Randolph a sua volta basata sul racconto Miss Thompson, successivamente intitolato Rain di William Somerset Maugham.

## Trama
Un gruppo di viaggiatori rimane bloccato, per una quarantena, nel porto della piovosa Pago Pago, in un arcipelago del Pacifico controllato dagli USA, e prende alloggio nella locale locanda gestita da Joe Horn. Fra di loro c'è, accompagnato dalla moglie, il solerte funzionario di un'influente agenzia governativa, Alfred Davidson, già noto alla popolazione coloniale del luogo per la sua ristrettezza di vedute, incaricato di vegliare sulle condizioni di vita dei nativi dell'arcipelago.
Fra gli altri viaggiatori allogati nella locanda c'è la giovane e brillante viaggiatrice di seconda classe Sadie Thompson, subito stigmatizzata dalla piuttosto bigotta moglie di Davidson perché organizza nella locanda festini a base di musica emessa da un grammofono e di alcool, con alcuni marines stanziati nell'isola, fra cui il sergente O’Hara, col quale Sadie stringe una particolare amicizia, e che le propone di trasferirsi con lui a Sydney. Un altro dei viaggiatori è il dottor Macphail, che appare decisamente di indole conciliante.
Davidson apprende del passato poco irreprensibile di Sadie e, nel tentativo di salvare la sua anima dalla perdizione, ottiene dal governatore dell'isola un foglio di via col quale Sadie sarà istradata a San Francisco, dove l'attende una condanna a tre anni di detenzione, per un reato del quale ella non è veramente colpevole. Davidson ritiene, in base ai propri principi cosiddetti religiosi, che in ogni caso, innocente o colpevole che sia, ella debba sottomettersi alla giustizia umana per espiare i propri peccati. L'intermediazione di Macphail presso il governatore dell'isola risulta purtroppo ineffettiva. Nel contempo Sadie diviene sempre più apprensiva rispetto al proprio futuro e finisce inaspettatamente e improvvisamente a condividere le idee di Davidson: da allora ella appare essere totalmente cambiata, come fosse del tutto convertita alla predicazione di Davidson. Accetta la propria futura punizione, per quanto ingiusta possa essere.
Una sera, sempre sotto la pioggia, mentre al porto attracca la nave che l'indomani avrebbe portato Sadie a San Francisco, Davidson e il dottor Macphail, con le rispettive consorti, stanno assistendo alle danze dei nativi in occasione di una cerimonia che si sarebbe protratta per tutta la notte. Davidson, dicendo di avere un presentimento, lascia la compagnia e torna alla locanda, da Sadie. Qui infatti trova O'Hara, venuto per attuare la fuga a Sydney di Sadie: ma la giovane, il cui giudizio appare ormai totalmente plagiato da Davidson, si rifiuta di seguirlo. O'Hara si ritira obbedendo, per quanto incredulo, alla volontà di Sadie.
Davidson, dopo un ultimo discorso edificante a tu per tu con Sadie, aspetta che la ragazza si ritiri nella propria camera per la notte, poi, mentre il rombo dei tamburi indigeni giunge da lontano, entra nella stessa stanza. Il mattino dopo la pioggia cessa e pescatori locali trovano il cadavere di Davidson sulla spiaggia: la ferita alla gola che ne ha causato la morte, dice il dottor Macphail, è compatibile soltanto con un suicidio. Horn, il gestore della locanda, e il sergente O'Hara si recano alla locanda per dare la notizia a Sadie, che trovano sontuosamente vestita, mentre la musica del grammofono, dopo diversi giorni di silenzio, risuona a tutto volume. “È successa una cosa”, dice O’Hara; “Certo che è successa!”, risponde Sadie, “uomini… che porci!”. Sadie e O’Hara si accingono a partire per Sydney.